# Савезне Државе Микронезије на Светском првенству у атлетици у дворани 2018.
Микронезија је учествовала на Светском првенству у атлетици у дворани 2018. одржаном у Бирмингему од 1. до 4. марта. Репрезентацију Микронезије на њеном шестом учествовању на светским првенствима у дворани представљао је један атлетичар који се такмичио у трци на 60 метара.,
На овом првенству Микронезија није освојила ниједну медаљу али је остварен лични рекорд.

## Учесници
Мушкарци:
- Алвин Марвин Мартин — 60 м

## Резултати

### Мушкарци
| Атлетичар           | Дисциплина | Лични рекорд | Квалификације | Квалификације | Полуфинале           | Полуфинале           | Финале               | Финале       | Детаљи |
| Атлетичар           | Дисциплина | Лични рекорд | Резултат      | Место         | Резултат             | Место                | Резултат             | Место        | Детаљи |
| ------------------- | ---------- | ------------ | ------------- | ------------- | -------------------- | -------------------- | -------------------- | ------------ | ------ |
| Алвин Марвин Мартин | 60 м       |              | 7,34 ЛР       | 6. у гр. 3    | Није се квалификовао | Није се квалификовао | Није се квалификовао | 46 / 49 (52) |        |